# Iso646.h
iso646.h — заголовний файл стандартної бібліотеки мови програмування С. Доданий до бібліотеки у 1995 році, як розширення стандарту ANSI C. Визначає ряд макросів, котрі дозволяють програмістам використовувати побітові та логічні оператори, котрі без даного заголовного файлу не можуть бути швидко або й інколи легко надрукованими на деяких інтернаціональних та не QWERTY-клавіатурах.

## Макроси
Заголовний файл iso646.h визначає такі 11 макросів:
- and визначений, як &&
- and_eq визначений, як &=
- bitand визначений, як &
- bitor визначений, як |
- compl визначений, як ~
- not визначений, як !
- not_eq визначений, як !=
- or визначений, як ||
- or_eq визначений, як |=
- xor визначений, як ^
- xor_eq визначений, як ^=